# Tuc de Saburó
El Tuc de Saburó és una muntanya de 2.905,7 metres enclavada al sud-est del Parc Nacional d'Aigüestortes i Estany de Sant Maurici. Al seu cim conflueixen als termes municipals d'Espot (Pallars Sobirà) i de la Torre de Cabdella (Pallars Jussà).

## Situació
El Tuc de Saburó està situat als Pirineus axials. És un dels cims de més de 2.900 metres d'altitud que, amb el Pic de la Mainera i el poderós Pic de Peguera, tanquen pel sud la vall glacial de Peguera (que desguassa al riu Escrita, a Espot). Tots tres presideixen, al vessant oposat, la conca lacustre dels Jous, a la part oriental dels Estanys de Cabdella (Vall Fosca). Tres arestes parteixen del seu cim: la del nord-oest, coneguda com a "cresta Peguera-Saburó", l'uneix quasi directament al pic de Peguera després de baixar a una petita depressió (2.800 metres). La del sud baixa a la Collada de Saburó on continua en direcció sud-est fins a enllaçar amb el pic de la Mainera. Cap al nord una curta aresta es dirigeix al Tuc Inferior de Saburó i seguidament s'endinsa i fineix a la vall de Peguera

## Geomorfologia
El Saburó, com els altres pics citats, pertanyen al gran batòlit granític de la Maladeta. La intrusió d'aquesta massa de roques plutòniques es produí entre el Carbonífer i el Permià (Paleozoic) fa més de 300 milions d'anys.

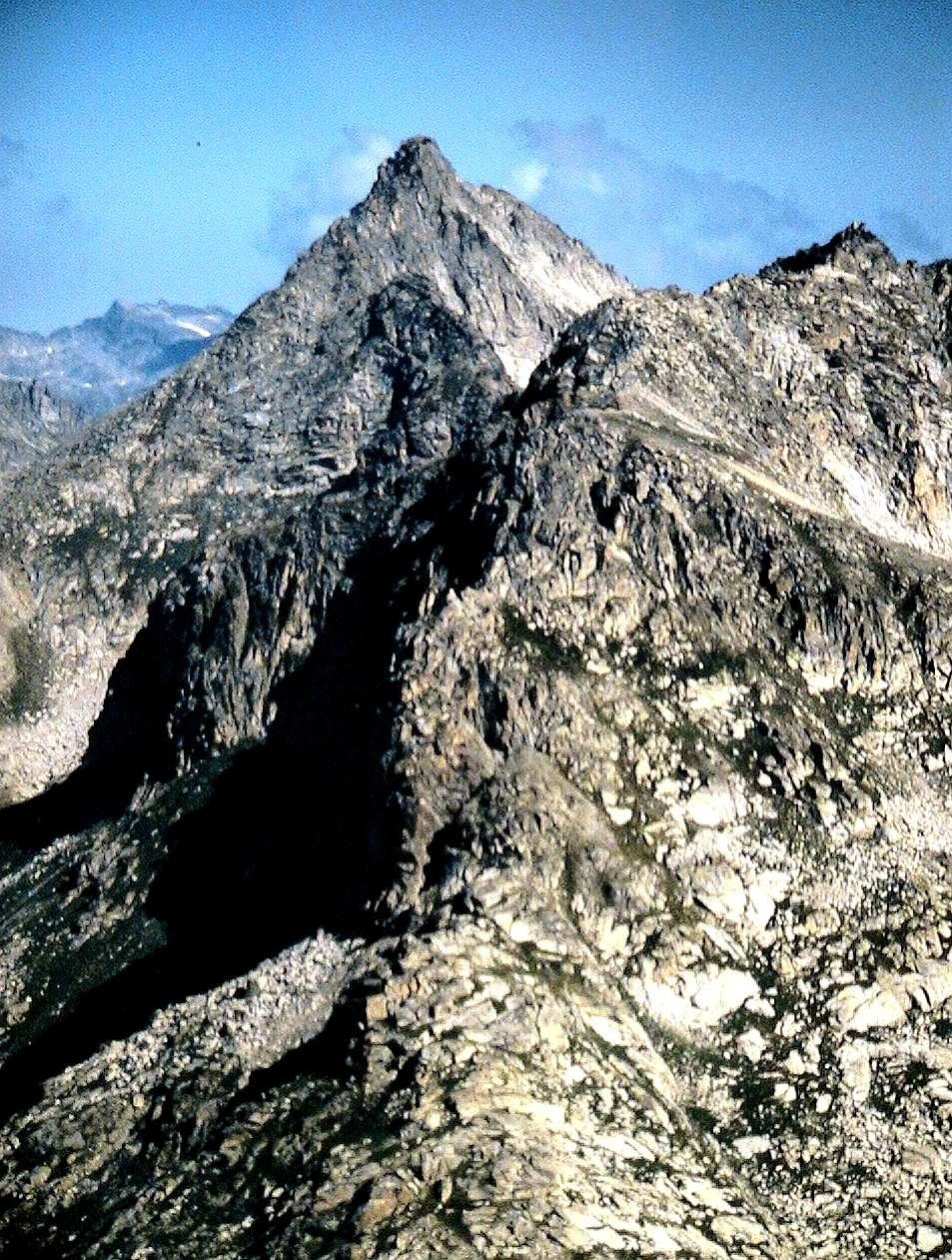
El Tuc de Saburó i el Peguera des del Mainera. Any 1986 (Imatge amb anotacions)

El pas de les geleres quaternàries i la permanent gelifracció, a causa de l'alçada de l'indret, han esculpit i han donat forma al Saburó. El rastre de les geleres són els circs glacials que rodegen el pic: al nord, la Coma de Peguera, encerclada pels pics de Peguera, Saburó i tuc Inferior de Saburó, forma un cercle perfecte i alberga els estanys Gelat, Petits de Peguera i Gran de Peguera. A l'est, els pics Inferior de Saburó, Saburó, Mainera i cresta de la Mainera abracen la Coma del Cap de Port. És un circ molt ampli i perfectament circular. Al seu centre s'estén l'allargassat estany del Cap de Port. El tercer, al sud-oest, és un circ no tan ben definit com els anteriors: l'envolten les parets dels pics Saburó, Peguera, Mar i dels Vidals. S'hi ubiquen els estanys de Saburó d'Amunt, Petit de Saburó i el gran i profund Estany de Saburó que poques vegades es pot admirar ple a vessar i moltes gairebé buit.
El pic té la forma piramidal (horn), pròpia dels modelats glacials, especialment observable des del cim del Mainera. Les seves parets són molt verticals amb excepció de l'aiguavés que cau sobre l'estany del Cap de Port, per on puja la ruta normal al cim. La cresta Peguera-Saburó, molt retallada, és un reguitzell de torres, agulles i blocs amuntegats que fan que la seva travessia sigui molt dificultosa.
El punt culminant és una gran roca aixecada a la cresta amb posició inclinada.

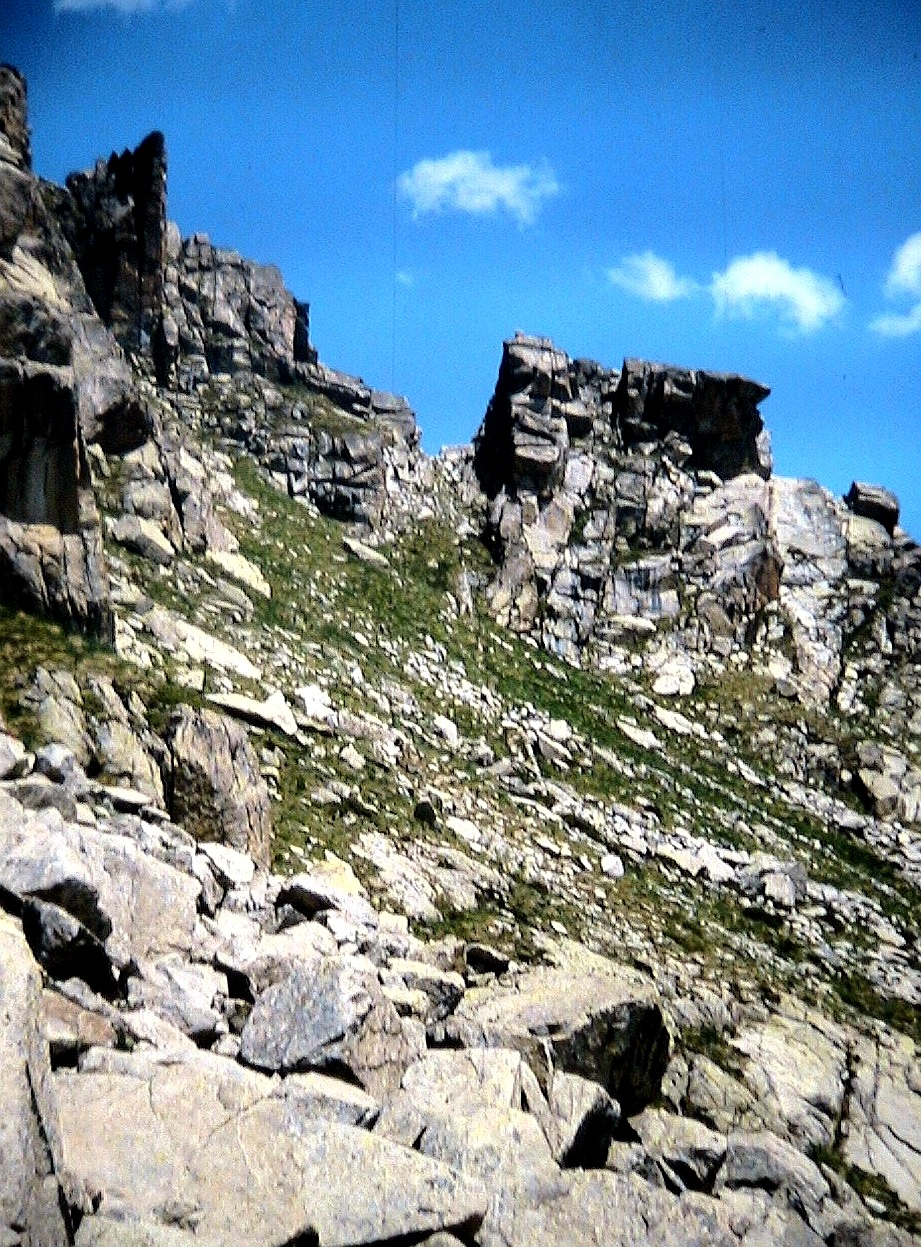
Bretxa del Pas de l'Ós, que dona accés a l'estany de Saburó. Any 1984

## Ruta per la collada de Saburó
Des del refugi de Colomina s'agafa el sender de gran recorregut GR 11 (el GR 11-20 del Pont de Suert a Espot). Es voregen pel nord els estanys de Colomina i Mar on, al seu extrem nord-est, el sender s'enfila per una rampa (obrada) molt directa i vertical que supera el llindar de la cubeta glacial de l'estany de Saburó a través del Pas de l'Ós. S'arriba a la presa de l'estany i acaba el bon camí. Es voreja l'estany pel sud i est i s'inicia la pujada a la Collada de Saburó
Des de la collada es pot accedir directament al cim per la cresta, però es troben alguns trams de dificultat que fan l'ascensió una mica delicada. És més aconsellable flanquejar la pala que cau sobre l'estany de Cap de Port remuntant el pendent en el sentit NE-N primerament, i després NO fins a arribar a la darrera part de la cresta, que només caldrà resseguir sense dificultat fins al cim